# وارطان ساهاکیان
وارطان ساهاکیان (زادهٔ ۱۰ آذر ۱۳۳۶ در شاهرود) موسیقی‌دان و آهنگساز ایرانی ارمنی‌تبار است.

## زندگی هنری
وارطان ساهاکیان، در یک خانواده ارمنی در روز یکشنبه ۱۰ آذر سال ۱۳۳۶ (۱ دسامبر ۱۹۵۷) در شاهرود متولد شد. او در ۱۵ سالگی، به تهران آمد. وی، فراگیری موسیقی را با ساز پیانو، از ۱۴ سالگی، آغاز کرد.
«ساهاکیان» فارغ‌التحصیل دانشکده هنرهای زیبا و دارای مدرک درجه یک هنری (معادل دکترا) از وزارت فرهنگ و ارشاد اسلامی و مدرک معادل دکترای عمومی از دانشگاه هنر می‌باشد. از وی در اختتامیه بیست و هفتمین جشنواره موسیقی فجر تجلیل شد.
همچنین «آیین نکوداشت وارطان ساهاکیان» سه شنبه شب ۹ مرداد ۱۳۹۷ توسط مؤسسه فرهنگی هنری «راد نو اندیش» به مدیریت بردیا صدرنوری و مشارکت بنیاد فرهنگی هنری رودکی در تالار وحدت تهران برگزار شد.

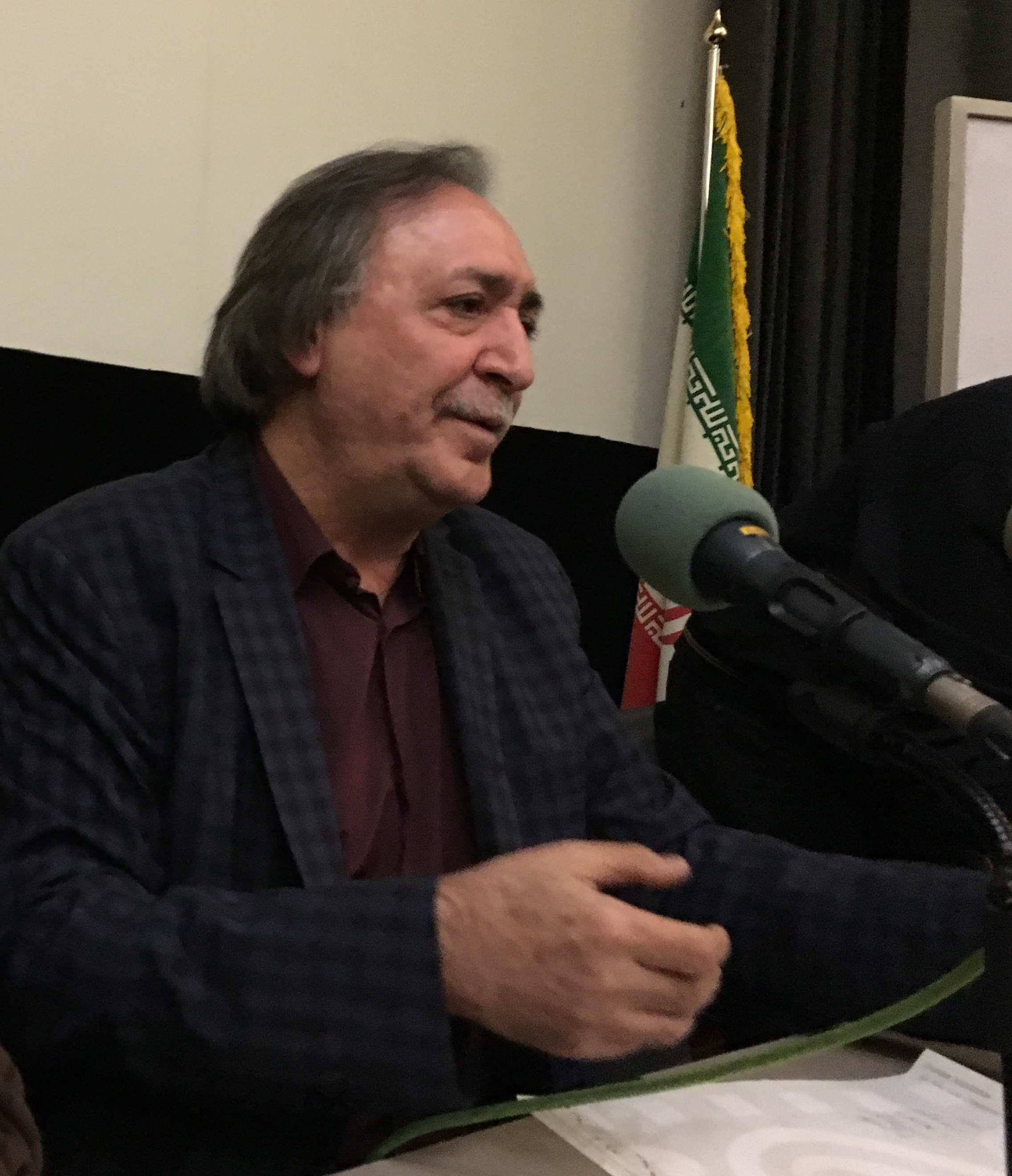
وارطان ساهاکیان. مجمع عمومی کانون آهنگسازان سینمای ایران ۱۴ آبان ۱۳۹۶ خانه سینمای ایران

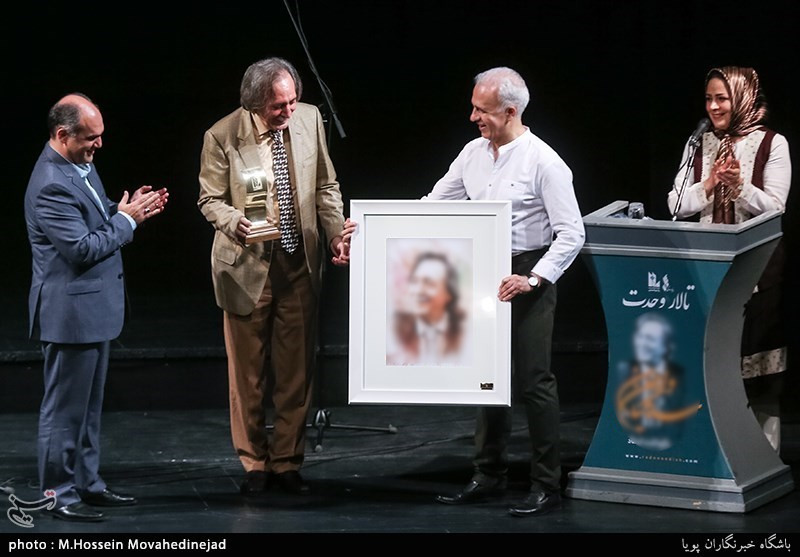
نکوداشت وارطان ساهاکیان تالار وحدت تهران ۹ مرداد ۱۳۹۷

وی در برنامه شب موسیقی شبکه چهار در تاریخ ۲ دی ۱۳۹۷به همراه لوریس چکناواریان شرکت نمود و دربارهٔ تم‌های محلی در آهنگسازی و مشکلات ارکستر سمفونیک تهران به گفتگو پرداخت.

## فعالیت‌های هنری
برخی از فعالیت‌های هنری وارطان ساهاکیان در جایگاه موسیقیدان عبارتند از:
- تدریس در هنرستان موسیقی
- تدریس در دانشگاه سوره
- تدریس در دانشگاه هنر
- تدریس در دانشگاه علم و فرهنگ (جهاد دانشگاهی)
- تدریس در مراکز آموزش موسیقی تهران
- عضویت در کانون آهنگسازان سینمای ایران[۷]
- عضو هیئت مدیره کانون آهنگسازان خانه موسیقی ایران[۸]
- آهنگسازی برای فیلم‌های سینمایی از جمله: «سگ کشی» اثر بهرام بیضایی و «صورتی (فیلم ۱۳۸۱)» اثر فریدون جیرانی[۹]
- ترجمه کتاب «هارمونی کاربردی» اثر ریمسکی کورساکف برای هنرجویان مقطع لیسانس و فوق لیسانس رشته آهنگسازی[۱۰]
- عضویت در هیئت داوران انتخاب فیلم‌های سینمایی هجدهمین جشن خانه سینمای ایران[۱۱]
- عضویت در هیئت داوران سی و دومین جشنواره موسیقی فجر[۱۲]